# Paratodos
Paratodos foi uma revista brasileira, que havia desde a década de 1920, de periodicidade semanal e conteúdo cultural, e politicamente ligada ao Partido Comunista Brasileiro.
Nela atuou, como crítico cinematográfico, Otávio Gabus Mendes, em 1925.
Foi mais tarde dirigida por Jorge Amado e Oscar Niemeyer, época em que ali colaborou o jornalista Alberto Passos Guimarães.